# Alegeri legislative în Țările de Jos, 1956
Alegerile generale ale Camerei Reprezentanților a Parlamentului olandez au avut loc în Olanda la 13 iunie 1956.
Numărul de locuri în Camera Reprezentanților a fost majorat la 150 de la aceste alegeri.

## Rezumat național
| Partid                                          | %    | Locuri | Locuri |
| ----------------------------------------------- | ---- | ------ | ------ |
| Partidul Muncii                                 | 32.6 | 34     | 50     |
| Partidul Catolic popular                        | 31.6 | 33     | 49     |
| Partidul Anti-Revoluționar                      | 9.9  | 10     | 15     |
| Partidul Popular pentru Libertate și Democrație | 8.8  | 9      | 13     |
| Uniunea Istorica a Crestinilor                  | 8.4  | 8      | 13     |
| Partidul Comunist Olandez                       | 4.7  | 4      | 7      |
| Partidul Politic Reformat                       | 2.3  | 2      | 3      |
| Total                                           | -    | 100    | 150    |

## Partid
- Partidul Anti-Revoluționar (Anti Revolutionary Party)
- Partidul Catolic popular (Catholic People's Party)
- Uniunea Istorica a Crestinilor (Christian Historical Union)
- Partidul Comunist Olandez (Communist Party of the Netherlands)
- Partidul Muncii (Labour Party)
- Partidul Popular pentru Libertate și Democrație (People's Party for Freedom and Democracy)
- Partidul Politic Reformat (Political Reformed Party)